# Eder Márquez Vargas
Eder Márquez Vargas (Bogotá, Colombia; 16 de enero de 1988) es un futbolista colombiano. Juega de mediocampista y actualmente no tiene equipo.

## Clubes
| Club            | País     | Año         |
| --------------- | -------- | ----------- |
| Deportivo Pasto | Colombia | 2008 - 2011 |

## Palmarés

### Campeonatos nacionales
| Título    | Club            | País     | Año  |
| --------- | --------------- | -------- | ---- |
| Primera B | Deportivo Pasto | Colombia | 2011 |